# Li Sixun
Li Sixun (李思訓T, Lǐ SīxùnP, Li Ssu-hsunW; 651 – 716) è stato un pittore cinese.
Padre di Li Zhaodao, ha dato vita alla cosiddetta scuola di pittura dello stile Li. Di lui restano due dipinti su rotoli.

## Biografia
Tradizionalmente, Li Sixun occupa un posto importante nella storia della pittura cinese, poiché è considerato come il primo pittore a elevare il paesaggio a genere pittorico autonomo.
In ogni caso rimane un artista di corte, un decoratore di panorami magici, dettagliatamente dipinti e illuminati di colore rosso, verde e oro la cui influenza rimane limitata ulteriormente.
Bisogna attendere Wang Wei (600-759) e Zhang Zao (VIII secolo) per far sì che il paesaggio divenga un'immagine intima e soggettiva.

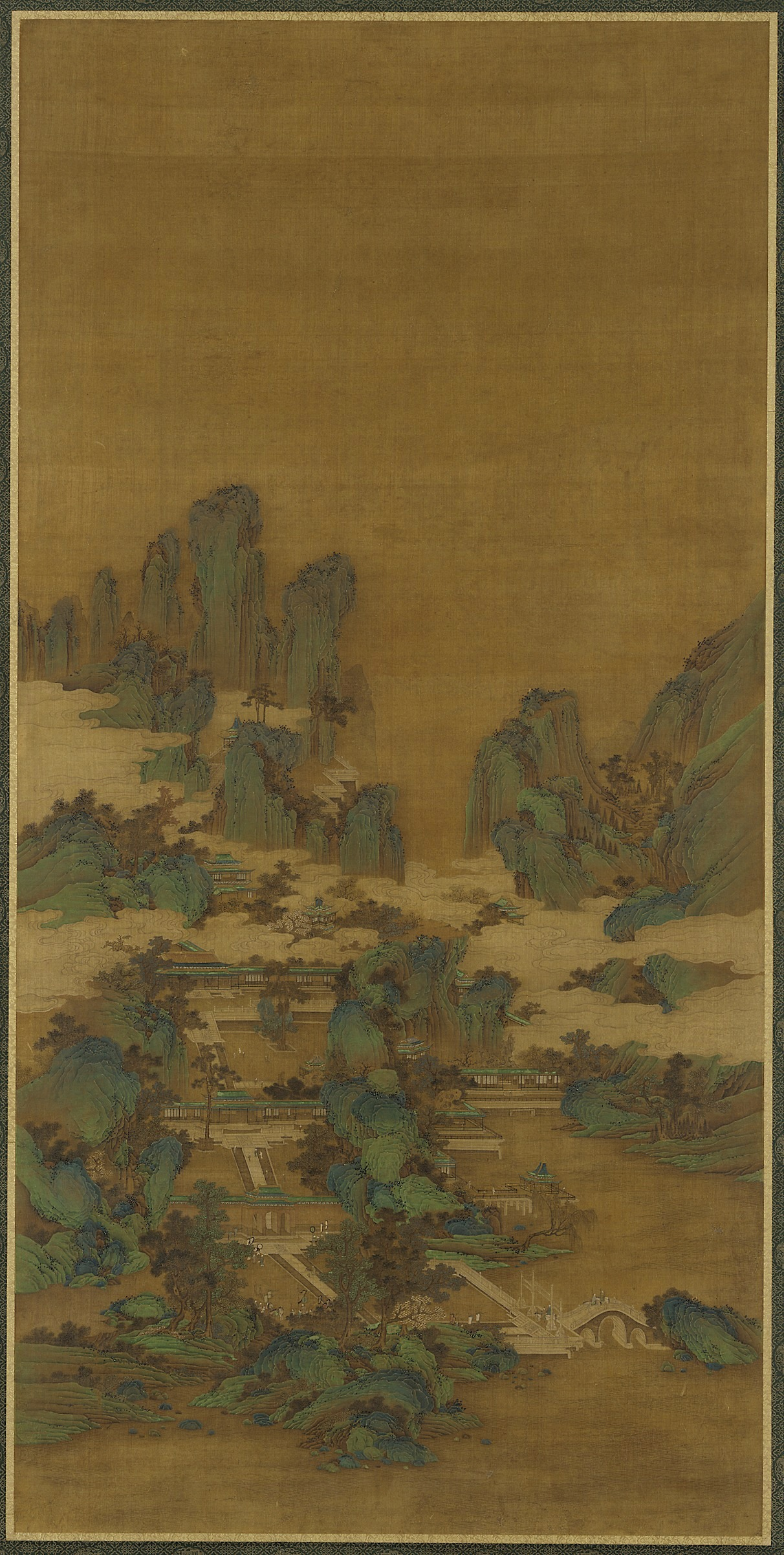
Barca e residenza lungo il fiume, attribuito a Li Sixun

Li Sixun era il nipote di un nipote del fondatore della dinastia Tang (618-906) e accedette quindi rapidamente agli onori e alle dignità: terminò la sua carriera come generale di un corpo della guardia imperiale.
Per questo motivo è soprannominato di frequente il generale anziano Li, mentre suo figlio, Li Zhaodao (attivo tra il 670 e il 730), pittore anch'egli, è chiamato il piccolo generale.
Li Sixun è in effetti il più anziano di una dinastia di cinque artisti.
La tecnica di Li, oro e azzurro (jinbi), costituita da riflessi immaginari di verde e blu contornati di polvere d'oro, conferisce all'opera un aspetto formale e decorativo ben apprezzato dai gusti della corte.
La sua crescente influenza è legata a un cambiamento importante nell'arte di corte verso il tramonto del primo periodo Tang: lo spostamento graduale da un'arte puramente politica a opere apolitiche, create in modo più piacevole e rilassato.
Esaminando i documenti e le opere d'arte all'inizio del VIII secolo, si osserva una propensione all'estetismo e al formalismo, tanto più pronunciato quanto più i mecenati e i pittori pongono attenzione al modo di rappresentare il soggetto.
Il dipinto "Barche e residenza lungo il fiume", scorre in altezza con inchiostro e colori sulla seta. Conservato al museo nazione del palazzo di Taipei, è probabilmente una copia dell'epoca Song, ma resta almeno un punto di riferimento decisamente concreto.
Per la prima volta, il paesaggio non è più solo un semplice sfondo, grazie a una diagonale che divide la composizione tra un primo piano dipinto e uno sfondo che evoca il volo illuminato di uno spazio vuoto.
Non solo, il dipinto si apre all'infinito, ma rompe anche con il sistema delle proporzioni simboliche dell'epoca precedente invertendo le relazioni gerarchiche tra personaggi e architetture da un lato e il paesaggio dall'altro.
Un aneddoto famoso parla di una gara tra Li Sixun e Wu Daozi (attivo tra il 720 e il 760): furono richiesti dall'imperatore Tang Xuanzong di dipingere ciascuno un pannello murale rappresentante la stra della provincia di Sichuan.
Wu riuscì a terminare la sua opera in un solo giorno, mentre Li impiegò vari mesi.
Come Li Sixun, cinquanta anni più anziano di Wu Daozi e che morì molto tempo prima il periodo Tianbao, questa storia non può che essere narrata come una fiaba.
Storia leggendaria che non è meno rivelatrice dei due stili totalmente opposti: ellittico e calligrafico quello di Wu, preciso e decorativo quello di Li.
Fu il primo a essere destinato a prevalere presso i letterati.

## Musei
- Taipei ( Museo Nazionale del Palazzo):
  - Barca e residenza lungo il fiume, inchiostro e colori su seta, scorrimento in altezza, probabile copia dell'epoca Song.
- Washington (Freer Gallery of Art):
  - Palazzi e giardini a  Fanghu, una delle Tre Isole degli Immortali, rotolo in lunghezza, imitazione tarda.